# Hologic
Hologic est une entreprise médicale américaine spécialisée notamment dans le matériel de diagnostic et dans les appareils de mastectomie.

## Histoire
En mai 2007, Hologic annonce l'acquisition de Cytyc, entreprise basée à Boston spécialisée dans le cancer du col utérin et les naissances prématurées, pour 6,2 milliards de dollars.
En avril 2012, Hologic annonce l'acquisition de Gen-Probe, entreprise américaine spécialisée dans les diagnostics sanguins et les diagnostics de maladies sexuellement transmissibles, pour 3,75 milliards de dollars.
En février 2017, Hologic annonce l'acquisition de Cynosure, entreprise américaine spécialisée dans les opérations esthétiques non chirurgicales, pour 1,65 milliard de dollars.